# Campeonato Europeu de Ciclismo em Pista de 2021
O XII Campeonato Europeu de Ciclismo em Pista celebrou-se em Grenchen (Suíça) entre 5 e 9 de outubro de 2021, baixo a organização da União Europeia de Ciclismo (UEC) e a União Ciclista da Suíça.
Inicialmente, o campeonato ia ia realizar-se em Minsk (Bielorrússia), mas devido à instabilidade política nesse país, a UEC decidiu cancelar a sede.
As competições realizaram-se no Velódromo Suíça da cidade helvética. Foram disputadas 22 provas, 11 masculinas e 11 femininas.

## Medalhistas

### Masculino
| Evento                          | Ouro                                                                                            | Prata                                                                            | Bronze                                                                                   |
| ------------------------------- | ----------------------------------------------------------------------------------------------- | -------------------------------------------------------------------------------- | ---------------------------------------------------------------------------------------- |
| Velocidade individual (08.10)   | Harrie Lavreysen · Países Baixos                                                                | Jeffrey Hoogland · Países Baixos                                                 | Mijail Yakovlev · Rússia                                                                 |
| Velocidade por equipas (05.10)  | Países Baixos · Jeffrey Hoogland · Harrie Lavreysen · Roy van den Berg · Sam Ligtlee · 42,302   | França · Timmy Gillion · Rayan Helal · Sébastien Vigier · 44,193                 | Polónia · Maciej Bielecki · Patryk Rajkowski · Mateusz Rudyk · Daniel Rochna · 43,007    |
| Perseguição individual (07.10)  | Jonathan Milan · Itália · —                                                                     | Lev Gonov · Rússia · ALC                                                         | Claudio Imhof · Suíça · 4:08,851                                                         |
| Perseguição por equipas (06.10) | Dinamarca · Carl-Frederik Bévort · Tobias Hansen · Matias Malmberg · Rasmus Pedersen · 3:51,382 | Suíça · Claudio Imhof · Valère Thiébaud · Simon Vitzthum · Alex Vogel · 3:52,646 | Reino Unido · Rhys Britton · Charlie Tanfield · William Tidball · Oliver Wood · 3:55,595 |
| 1 km contrarrelógio (06.10)     | Jeffrey Hoogland · Países Baixos · 58,06                                                        | Sam Ligtlee · Países Baixos · 59,767                                             | Patryk Rajkowski · Polónia · 59,890                                                      |
| Corrida por pontos (06.10)      | Benjamin Thomas · França · 81 pts.                                                              | Iúri Leitão · Portugal · 61 pts.                                                 | Vlas Shichkin · Rússia · 57 pts.                                                         |
| Scratch (07.10)                 | Rui Oliveira · Portugal                                                                         | Vincent Hoppezak · Países Baixos                                                 | Jack Murphy · Irlanda                                                                    |
| Keirin (09.10)                  | Jeffrey Hoogland · Países Baixos                                                                | Tom Derache · França                                                             | Joachim Eilers · Alemanha                                                                |
| Madison (09.10)                 | Yoeri Havik · Jan-Willem van Schip · Países Baixos · 60 pts.                                    | Kenny De Ketele · Lindsay De Vylder · Bélgica · 56 pts.                          | Iúri Leitão · Rui Oliveira · Portugal · 49 pts.                                          |
| Eliminação (05.10)              | Serguéi Rostóvtsev · Rússia                                                                     | João Matias · Portugal                                                           | Thomas Boudat · França                                                                   |
| Omnium (08.10)                  | Alan Banaszek · Polónia · 136 pts.                                                              | Fabio Van den Bossche · Bélgica · 130 pts.                                       | Matias Malmberg · Dinamarca · 124 pts.                                                   |

### Feminino
| Evento                          | Ouro | Prata | Bronze                                                                                    |
| ------------------------------- | --- | --- | ----------------------------------------------------------------------------------------- |
| Velocidade individual (07.10)   | Shanne Braspennincx · Países Baixos                                                                         | Leia Friedrich · Alemanha                                                                                      | Mathilde Gros · França                                                                    |
| Velocidade por equipas (05.10)  | Países Baixos · Shanne Braspennincx · Kyra Lamberink · Hetty van de Wouw · Steffie van der Peet · 46,551 RM | Alemanha · Leia Friedrich · Pauline Grabosch · Alessa-Catriona Pröpster · 47,299                               | Rússia · Natalia Antonova · Daria Shmeleva · Yana Tyshchenko · Anastasia Voinova · 46,795 |
| Perseguição individual (08.10)  | Lisa Brennauer · Alemanha · 3:19,548                                                                        | Marion Apagas · França · 3:23,297                                                                              | Mieke Kröger · Alemanha · 3:21,646                                                        |
| Perseguição por equipas (06.10) | Alemanha · Franziska Brauße · Lisa Brennauer · Mieke Kröger · Laura Süßemilch · Lena Reißner · 4:13,489     | Itália · Martina Alzini · Rachele Barbieri · Martina Fidanza · Silvia Zanardi · Letizia Paternoster · 4:20,923 | Irlanda · Mia Griffin · Emily Kay · Kelly Murphy · Alice Sharpe · 4:21,264                |
| 500 m contrarrelógio (08.10)    | Daria Shmeleva · Rússia · 33,086                                                                            | Pauline Grabosch · Alemanha · 33,336                                                                           | Yana Tyshchenko · Rússia · 33,534                                                         |
| Corrida por pontos (08.10)      | Gulnaz Jatuntseva · Rússia · 35 pts.                                                                        | Shari Bossuyt · Bélgica · 28 pts.                                                                              | Lonneke Uneken · Países Baixos · 22 pts.                                                  |
| Scratch (05.10)                 | Katie Archibald · Reino Unido                                                                               | Valentine Fortin · França                                                                                      | Daria Pikulik · Polónia                                                                   |
| Keirin (09.10)                  | Leia Friedrich · Alemanha                                                                                   | Olena Starikova · Ucrânia                                                                                      | Yana Tyshchenko · Rússia                                                                  |
| Madison (09.10)                 | Katie Archibald · Neah Evans · Reino Unido · 63 pts.                                                        | Amalie Dideriksen · Julie Leth · Dinamarca · 50 pts.                                                           | Victoire Berteau · Marion Apagas · França · 49 pts.                                       |
| Eliminação (06.10)              | Valentine Fortin · França                                                                                   | Letizia Paternoster · Itália                                                                                   | Neah Evans · Reino Unido                                                                  |
| Omnium (07.10)                  | Katie Archibald · Reino Unido · 154 pts.                                                                    | Victoire Berteau · França · 120 pts.                                                                           | Rachele Barbieri · Itália · 118 pts.                                                      |

## Medalheiro
| Ordem | País          | Medalha de ouro | Medalha de prata | Medalha de bronze | Total |
| ----- | ------------- | --------------- | ---------------- | ----------------- | ----- |
| 1     | Países Baixos | 7               | 3                | 1                 | 11    |
| 2     | Alemanha      | 3               | 3                | 2                 | 8     |
| 3     | Rússia        | 3               | 1                | 5                 | 9     |
| 4     | Reino Unido   | 3               | 0                | 2                 | 5     |
| 5     | França        | 2               | 5                | 3                 | 10    |
| 6     | Itália        | 1               | 2                | 1                 | 4     |
| 6     | Portugal      | 1               | 2                | 1                 | 4     |
| 8     | Dinamarca     | 1               | 1                | 1                 | 3     |
| 9     | Polónia       | 1               | 0                | 3                 | 4     |
| 10    | Bélgica       | 0               | 3                | 0                 | 3     |
| 11    | Suíça         | 0               | 1                | 1                 | 2     |
| 12    | Ucrânia       | 0               | 1                | 0                 | 1     |
| 13    | Irlanda       | 0               | 0                | 2                 | 2     |
|       | TOTAL         | 22              | 22               | 22                | 66    |